# 8945 Каварадоссі
8945 Каварадоссі (8945 Cavaradossi) — астероїд головного поясу, відкритий 1 лютого 1997 року.
Тіссеранів параметр щодо Юпітера — 3,183.